# کلودیا لینکس
شقایق ثامن (زادهٔ ۱۸ خرداد ۱۳۶۱) که بیشتر با نام هنری کلودیا لینکس (انگلیسی: Claudia Lynx) شناخته می‌شود، بازیگر، مدل و خواننده پیشین ایرانی است.
او فعالیت حرفه‌ای خود را از کودکی با نقش‌آفرینی در مجموعه تلویزیونی «شقایق و ناقلا» (۱۹۹۵–۱۹۹۷) آغاز کرد و در سال ۲۰۰۵ با با ایفای نقش اصلی در فیلم هالیوودی «گروه مردگان» به شهرت رسید. ثامن همچنین به‌عنوان مدل با برندهای معتبر جهانی نظیر لیوایز، دیابلو و مجله سوهاگ همکاری داشته و در این حوزه نیز شناخته شده است.
در سال ۲۰۰۳، او نخستین آلبوم موسیقی پاپ خود به نام «شقایق» را با همکاری کوجی زادوری و شرکت ترانه در بازار ایران منتشر کرد.

## اوایل زندگی و مهاجرت
شقایق ثامن در ۱۸ خرداد ۱۳۶۱ در تهران در خانواده‌ای ایرانی‌تبار به دنیا آمد و برادر بزرگ‌تری به نام شروین دارد. تنها لحظاتی پس از تولد او، مادرش، شیرین ثامن، که تنها ۲۴ سال داشت، به دلیل عوارض زایمان درگذشت. سه ماه پس از این تراژدی، پدر شقایق، بیژن ثامن، تصمیم گرفت ایران را ترک کند و همراه با فرزندانش به نروژ مهاجرت کرد. پس از پنج سال اقامت در نروژ، خانواده ثامن به کانادا نقل مکان کردند و سپس در ایالات متحده ساکن شدند.

## حرفه بازیگری
آغاز حرفه به‌عنوان مدل و مجری کودک
شقایق در سه‌سالگی توسط کارگردان «کاترینا کارینگبورگ» در یک مطب دندانپزشکی کودکان، هنگامی که همراه پرستارش بود، کشف شد. او خیلی سریع فعالیت خود را به‌عنوان مدل و بازیگر کودک آغاز کرد و در تبلیغات محصولات کودکان، از جمله پوشک حضور یافت. پس از مهاجرت خانواده‌اش به کانادا، شقایق سیزده‌ساله اجرای برنامه کودک «شقایق و ناقلا» را بر عهده گرفت. این برنامه که از سال ۱۹۹۵ تا ۱۹۹۷ از شبکه فارسی‌زبان «تماشا» در کانادا و ایالات متحده پخش می‌شد، شقایق را در کنار عروسک «ناقلا» به‌عنوان مجری نشان می‌داد. آن‌ها هر هفته محتوای آموزشی و سرگرم‌کننده‌ای برای کودکان و نوجوانان فارسی‌زبان ارائه می‌کردند.
اوج‌ شهرت
در سال ۲۰۰۳، ثامن با ایفای نقش نفرتیتی در مستند «رامسس: خشم خدا یا انسان؟» به کارگردانی مارک آلدریج و تام پولاک برای شبکه دیسکاوری، اولین تجربه بازیگری خود را در اثری برجسته رقم زد. او در کنار مورگان فریمن، در نقش ملکه افسانه‌ای مصر، در کاوشی تاریخی درباره طاعون مرگ نخست‌زادگان در روایت‌های کتاب مقدس ظاهر شد.
دو سال بعد، در سال ۲۰۰۵، ثامن نقش اصلی «آنِه‌تِت» را در فیلم ترسناک و کم‌هزینه «گروه مردگان» به کارگردانی پل بیلز و تهیه‌کنندگی استودیوی اسایلم ایفا کرد. او در کنار کورتنی کلونچ و بروس باکسلایتنر نقش یک کاهنه اعظم مصر باستان را بازی کرد که پس از ۴۰۰۰ سال بیدار می‌شود تا گروه مومیایی‌های خود را احیا کرده و بر جهان تسلط یابد.
ثامن همچنین در اپیزود «بیدارباش» (فصل ششم، قسمت چهاردهم) از سریال «بال غربی» که در ۹ فوریه ۲۰۰۵ پخش شد، به‌صورت افتخاری در نقش دوشیزه جهان ظاهر شد. در این اپیزود، شخصیت او در یک زیرطرح طنزآمیز با کارکتر توبی زیگلر (ریچارد شف) تعامل کوتاهی دارد که در تضاد با خط اصلی داستان، یعنی یک بحران بین‌المللی ناشی از سرنگونی یک هواپیمای بریتانیایی توسط ایران، قرار می‌گیرد. ثامن در این اثر با بازیگران برجسته‌ای چون مارتین شین، آلیسون جنی، ریچارد شف، جان اسپنسر و راجر ریس هم‌بازی بود.
در سال ۲۰۰۶ ، ثامن در فیلم کوتاه و موزیک‌ویدئوی «ششمین» به کارگردانی ادوارد مندوزا ظاهر شد. او در کنار توماس لیستر جونیور، نقش شخصیتی مرموز را در روایتی سورئال با موضوع رستگاری ایفا کرد. این پروژه در سال ۲۰۰۶ فیلم‌برداری اما در سال ۲۰۱۱ رسماً منتشر شد.
در سال ۲۰۰۷، ثامن در فیلم ترسناک-هیجانی «ساکوبوس: جهنم‌زده» به کارگردانی کیم باس و توزیع‌شده توسط لاینزگیت، در نقش کوتاه «دختر زیبا» ظاهر شد. او در کنار ناتالی دنیس اسپری، گری بیوزی و دیوید کیث، نقش یک ساکوبوس فریبنده و شرور را ایفا کرد که یک زن‌باره ثروتمند را تعقیب می‌کند. این فیلم، با وجود بودجه کم، به دلیل داستان ماوراءالطبیعه‌اش مورد توجه قرار گرفت.
در سال ۲۰۰۸، ثامن نقش شهرزاد را در فیلم کمدی-اکشن مستقل «لیدی مگدالن» به کارگردانی جی. نیل شولمن و تهیه‌کنندگی پارامپ پیکچرز بازی کرد. او در کنار نیکل نیکولز و مارا مارینی، با جذابیت نقش یک زن کارگر در یک روسپی‌خانه در نوادا را ایفا کرد که درگیر یک نقشه جنایی می‌شود. این فیلم با ترکیبی از طنز و تعلیق، توانایی‌های متنوع ثامن را به نمایش گذاشت، همچنین در سکانس‌هایی از فیلم او دیالوگ‌هایی را به فارسی بیان می‌کند.

## حرفه موسیقی
در سال ۱۹۹۷، شقایق ثامن با همکاری کوجی زادوری و شرکت ترانه اولین آلبوم موسیقی خود به نام «شقایق» را ضبط کرد که شش سال بعد (در سال ۲۰۰۳) منتشر شد. ترانه «چاره چیه» از این آلبوم، همراه با موزیک‌ویدئوی آن، مورد استقبال گسترده مخاطبان ایرانی قرار گرفت. ثامن در مصاحبه‌ با شبکه پرشین پلاس، درباره تجربه ضبط این آلبوم گفت:
«در پانزده‌سالگی، با تجربه و آمادگی اندک، آلبومی را ضبط کردم. با این حال، آلبوم منتشر شد و خوشبختانه مورد استقبال قرار گرفت.»
در سال ۲۰۰۷، مجله «NYLA» گزارش داد که ثامن با کمک کامران جعفری (دوست‌پسر وقت خود)، در حال ضبط دومین آلبوم استودیویی‌اش است، اما پس از جدایی آن‌ها، این آلبوم هرگز تکمیل یا منتشر نشد.

## حرفه مدلینگ
در اواخر دهه ۹۰ میلادی، پس از مهاجرت به لس‌آنجلس، شقایق ثامن فعالیت مدلینگ خود را با آژانس الیت مدل (کانادا) آغاز کرد، در سال ۲۰۰۱، او در کمپین‌های تبلیغاتی برندهایی چون لیوایز (کانادا) و نیکی اسپرتس ظاهر شد. در دسامبر ۲۰۰۴، او به‌عنوان چهره کمپین تبلیغاتی لامبورگینی دیابلو انتخاب شد. همچنین تصاویر او تاکنون روی جلد مجلات متعددی به زبان‌های انگلیسی، فارسی و عربی منتشر شده است، از جمله سوهاگ (هند)، الوسط (بحرین)، وان (کانادا)، تهران، روزنه، جوانان، هنرمندان، تپش، مودو، اکسپرس و فشن.
مدلینگ در موزیک‌ویدئوها
از اواخر دهه ۹۰ میلادی تا اوایل ۲۰۰۰، ثامن به‌عنوان مدل در چندین موزیک‌ویدئوی هنرمندان ایرانی مقیم لس‌آنجلس ظاهر شد، او در موزیک‌ویدئوی «زنم می‌شی» از آلبوم «فیلم‌های فارسی» گروه «بچه‌های ایران / بویز» حضور داشت. پدر او، بیژن ثامن نیز فیلم‌بردار این موزیک‌ویدئو بود.
دختر دیابلو
در سال ۲۰۰۴، شرکت دیابلو شقایق ثامن را به‌عنوان چهره اصلی کمپین تبلیغاتی لامبورگینی انتخاب کرد. در سال ۲۰۰۵، او به‌عنوان «دختر دیابلو» در نمایشگاه خودروی لس‌آنجلس حضور یافت و طی سه روز در این رویداد، بیش از ۱۱,۰۰۰ عکس را امضا کرد.

## زندگی شخصی
در سال ۲۰۰۵، شقایق ثامن با کامران جعفری، خواننده شناخته‌شده گروه «کامران و هومن» آشنا و رابطه عاشقانه آن‌ها به‌سرعت علنی شد. در سال ۲۰۰۶، مجله تپش گزارش داد که آن‌ها به‌صورت رسمی نامزد کرده‌اند. همچنین مجله «NYLA» در گزارشی اختصاصی اعلام کرد که شقایق با حمایت نامزدش در حال کار بر روی دومین آلبوم خود و برنامه‌ریزی برای اولین تور کنسرت خود است. با این حال، به دلایلی که هرگز فاش نشد، این زوج در سال ۲۰۰۷ از یکدیگر جدا شدند و آلبوم دوم شقایق که عنوانی برای آن انتخاب نشده بود، ناتمام و منتشرنشده باقی ماند.
شقایق ثامن همواره در حفظ حریم خصوصی خود بسیار محتاط و محافظه‌کار بوده است. در اوج دوران درخشش هنری‌اش، در مارس ۲۰۱۳، او به‌طرزی غیرمنتظره تصمیم گرفت به‌طور کامل از دنیای هنر کناره‌گیری کند، از آن زمان، او نه‌تنها از فعالیت‌های حرفه‌ای مانند بازیگری، مدلینگ و خوانندگی فاصله گرفت، بلکه حضور خود در شبکه‌های اجتماعی را نیز کاملاً متوقف کرد.

## حواشی
تیتو جکسون

در سال ۲۰۰۸، شقایق با حضور در مستند «The Jacksons Are Coming» دوستی نزدیک خود با خانواده «جکسون‌ها» را علنی کرد. برخی از رسانه‌های بریتانیایی، از جمله دیلی‌میل، و دِی بی‌اِف، اخباری درباره رابطه عاشقانه او با تیتو جکسون (برادر مایکل جکسون)، منتشر کردند. با این حال، شقایق و تیتو این شایعات را به‌طور رسمی تکذیب کردند. او در گفت‌وگویی با گزارشگر بی‌بی‌سی انگلیسی در پاسخ به پرسشی درباره ازدواج با تیتو گفت:
«من و تیتو صرفاً دوست هستیم. او برای من مانند برادر بزرگ‌تر و من برای او مانند خواهر کوچک‌تر هستم.»
ناپدید شدن
در ۱۲ مارس ۲۰۱۳، شقایق که در اوج شهرت قرار داشت، به‌طور ناگهانی از دنیای مدلینگ، بازیگری و خوانندگی کناره‌گیری کرد. او بدون ارائه توضیحی، تنها با انتشار تصویری از خود در صفحات رسمی‌اش در فیس‌بوک و مای‌اسپیس، خداحافظی خود را اعلام کرد. آخرین حضور علنی او در انظار عمومی به دسامبر ۲۰۱۹ بازمی‌گردد و پس از آن، خبری از او در دست نیست.

## فیلم‌شناسی
| سال  | عنوان                    | نقش         | کارگردان                | منبع                 | نکته                                                           |
| ---- | ------------------------ | ----------- | ----------------------- | -------------------- | -------------------------------------------------------------- |
| ۲۰۰۴ | رامسس: خشم خدا یا انسان؟ | نفرتیتی     | مارک آلدریج و تام پولاک | [ ۸۲ ]               |                                                                |
| ۲۰۰۵ | گروه مردگان              | اَنه تِت      | پل بیلز                 | [ ۸۳ ] [ ۸۴ ] [ ۸۵ ] |                                                                |
| ۲۰۰۵ | بال غربی                 | ملکه زیبایی | آرون سورکین             | [ ۸۶ ] [ ۸۷ ]        |                                                                |
| ۲۰۰۶ | ششم                      | آنجلا       | ادوارد مندوزا           | [ ۸۸ ] [ ۸۹ ]        | این پروژه در سال ۲۰۰۶ فیلم‌برداری اما در سال ۲۰۱۱ رسماً منتشر شد |
| ۲۰۰۷ | ساکوبوس: جهنم‌محور        | دختر زیبا   | کیم باس                 | [ ۹۰ ]               |                                                                |
| ۲۰۰۸ | بانو مگدالن              | شهرزاد      | جی. نیل شولمن           | [ ۹۱ ] [ ۹۲ ]        |                                                                |

## تلویزیون
| سال         | عنوان                              | نقش  | منبع                 |
| ----------- | ---------------------------------- | ---- | -------------------- |
| ۱۹۹۵ - ۱۹۹۷ | شقایق و ناقلا (شبکه تماشا- کانادا) | خودش | [ ۹۳ ] [ ۹۴ ] [ ۹۵ ] |
| ۲۰۰۸        | جکسون‌ها در راه‌اند                  | خودش | [ ۹۶ ] [ ۹۷ ]        |

## آلبوم موسیقی
- ۲۰۰۳: شقایق (آلبوم)[۹۸]

شقایق ثامن اولین آلبوم موسیقی خود را در سن ۱۵ سالگی در سال ۱۹۹۷ ضبط کرد. سپس، بین سال‌های ۲۰۰۳ تا ۲۰۰۷، موزیک‌ویدیوهایی برای آهنگ‌های «چاره چیه»، «یادت میاد»، «پدر»، «کلکه» و «قهر و آشتی» با همکاری کوجی زادوری تهیه و از طریق شرکت ترانه منتشر شد. آهنگ «چاره چیه» با ریتم ۶/۸، اولین موزیک‌ویدیوی او بود که در سال ۲۰۰۳ منتشر شد و با استقبال گسترده ایرانیان روبه‌رو گردید.
| شماره | نام ترانه  | منبع            | نکته       |
| ----- | ---------- | --------------- | ---------- |
| ۱     | چاره چیه   | [ ۹۹ ]          |            |
| ۲     | یادت میاد  | [ ۱۰۰ ] [ ۱۰۱ ] |            |
| ۵     | پدر        | [ ۱۰۲ ]         |            |
| ۳     | کلکه       | [ ۱۰۳ ]         |            |
| ۶     | قهر و آشتی | [ ۱۰۴ ]         |            |
| ۴     | مهمونی     |                 | فاقد ویدیو |
| ۷     | رنگین کمون |                 | فاقد ویدیو |

## پیوندهای وب
- کلودیا لینکس در بانک اطلاعات اینترنتی فیلم‌ها (IMDb)
- کلودیا لینکس در راتن تومیتوز
- وب سایت رسمی
- صفحه کلودیا لینکس در فیسبوک
- صفحه کلودیا لینکس در مای‌اسپیس